# IC 2987
IC 2987 — галактика типу S? (спіральна галактика) у сузір'ї Велика Ведмедиця.
Цей об'єкт міститься в оригінальній редакції індексного каталогу.